# Uthina luzonica
Uthina luzonica là một loài nhện trong họ Pholcidae. Loài này được phát hiện ở Singapore và de Filipijnen và là loài điển hình của chi Uthina.